# Грицун, Михаил Данилович
Михаил Данилович Грицун (2 октября 1908 — 3 марта 1990) — советский металлург. Лауреат Ленинской премии.

## Биография
Родился в с. Лука (ныне Полтавская область, Лохвицкий район).
- В 1940-1941 — зам. главного инженера металлургического завода им. К.Е.Ворошилова, г. Ворошиловск (ныне г. Алчевск, Луганской области).
- В 1942 г. — зам. начальника доменного цеха Челябинского металлургического завода.
- С 1943 по 1947 г. — заместитель начальника доменного цеха Магнитогорского металлургического завода.
- С 1947 г. — начальник цеха, зам. директора Новотульского металлургического завода,
- с 1957 г. — директор Новотульского металлургического завода.
- С 1963 г. — заместитель  председателя  Совета  народного хозяйства Приокского экономического района [1].

## Награды
- Ленинская премия 1958 года — за создание первых промышленных установок непрерывной разливки стали.
- орден Ленина
- орден Трудового Красного Знамени
- орден Красной Звезды
- орден Знак Почёта